# Ally McLeod
Ally McLeod, né le 1er janvier 1951 et mort le 1er février 2004, est un footballeur écossais actif dans les années 1970 et 1980 dans plusieurs clubs écossais et anglais. Il évolue au poste d'attaquant.

## Carrière
Il commence sa carrière senior au club écossais du Saint Mirren Football Club en 1970. Il est engagé en tant que milieu de terrain, mais est repositionné au poste d'attaquant. Ally McLeod devient un attaquant prolifique, marquant alors 53 buts en 80 matchs. Il inscrit quatre buts pour Saint Mirren dans un match contre les Glasgow Rangers à Ibrox Park. Ce match est la première défaite des Glasgow Rangers à domicile contre une équipe d'une division inférieure. Ally McLeod est également le premier joueur adverse à inscrire quatre buts contre les Glasgow Rangers sur leur terrain, ce qui attire l'attention de plusieurs grands clubs. Ainsi, le club anglais du Southampton Football Club le recrute en 1973. N'arrivant pas à s'imposer dans l'effectif des Saints, Ally McLeod est prêté pour quelques matchs au Huddersfield Town Football Club puis retourne en Écosse au Hibernian Football Club.
Sous le maillot des Hibs d'Édimbourg, il retrouve une place de titulaire et inscrit 71 buts en 208 matchs de 1974 à 1982. Avec le Hibernian FC, Ally McLeod devient finaliste de la Coupe d'Écosse de football en 1979 contre les Rangers, marquant lors de la défaite 3-2 lors du deuxième match rejoué de la finale. Il dispute aussi la coupe d'Europe. Lors de l'élimination de son club en seizième de finale de la Coupe UEFA 1978-1979 contre le RC Strasbourg, Ally McLeod inscrit notamment le but de la victoire 1-0 au match retour. À 31 ans, il va ensuite dans le club du Stenhousemuir Football Club puis au Hamilton Academical Football Club. Ally McLeod termine sa carrière en 1984 au Queen of the South Football Club.

## Sources
- (en) Jim Jeffrey, The Men Who Made Hibernian F.C. since 1946, Tempus Publishing Ltd, 2005 (ISBN 0-7524-3091-2), p. 95–96
- (en) « Fiche du joueur », sur newcastlefans.com, 26 novembre 2007 (consulté le 2 juillet 2010)

- (en) Cet article est partiellement ou en totalité issu de l’article de Wikipédia en anglais intitulé « Ally McLeod » (voir la liste des auteurs).